# Síndrome de Crandall
El síndrome de Crandall es una enfermedad muy poco frecuente
de origen genético en la que existen diversas anomalías asociadas. Se cree que se hereda de padres a hijos según un patrón autosómico recesivo.
Los síntomas consisten en sordera de origen neurosensorial, escaso desarrollo de los órganos sexuales (hipogonadismo), calvicie más o menos extensa ocasionada por una alteración en el desarrollo del cabello llamada pili torti, deficiencia en la hormona del crecimiento (GH) y de hormona luteinizante (LH).
La primera descripción fue realizada por B. F. Crandall en 1973, aunque los síntomas son muy similares a los del síndrome de Björnstad, descrito con anterioridad, del que se diferencia únicamente por la presencia de hipogonadismo.